# Miika Taskinen
Miika Taskinen (ur. 30 marca 1994) – fiński skoczek narciarski, reprezentant Ounasvaaran Hiihtoseura.
Na międzynarodowej arenie zadebiutował 15 lutego 2011 w Libercu podczas zawodów zimowego olimpijskiego festiwalu młodzieży Europy, oddając skok na odległość 80,0 m na skoczni normalnej. W konkursie drużynowym zdobył srebrny medal (skakał wraz z Miiką Ylipullim, Juho Ojalą i Jarkko Määttą).

## Zimowy olimpijski festiwal młodzieży Europy

### Indywidualnie
| 2011 Liberec | – | 36. miejsce |

### Drużynowo
| 2011 Liberec | – | srebrny medal |

### Starty M. Taskinena na zimowym olimpijskim festiwalu młodzieży Europy – szczegółowo
| Miejsce | Dzień     | Rok  | Miejscowość | Skocznia | Punkt K | HS     | Konkurs  | Skok 1 | Skok 2 | Nota                | Strata    | Zwycięzca     |
| ------- | --------- | ---- | ----------- | -------- | ------- | ------ | -------- | ------ | ------ | ------------------- | --------- | ------------- |
| 36.     | 15 lutego | 2011 | Liberec     | Ještěd   | K-90    | HS-100 | indywid. | 80,0 m | –      | 88,0 pkt            | 206,5 pkt | Jarkko Määttä |
| 2.      | 17 lutego | 2011 | Liberec     | Ještěd   | K-90    | HS-100 | druż.    | 86,0 m | 71,5 m | 913 pkt (174,0 pkt) | 0,5 pkt   | Finlandia     |